# 秦亨
秦亨，毫州人，明朝政治人物、進士出身。
洪武四年，會試三十八名，登進士三甲，授登州府黃縣縣丞。